# 第132独立親衛自動車化狙撃旅団 (ロシア陸軍)
第132独立親衛自動車化狙撃旅団（だい132どくりつしんえいじどうしゃかそげきりょだん、ロシア語: 132-я отдельная гвардейская мотострелковая бригада）は、ロシア陸軍の旅団。第51親衛諸兵科連合軍隷下。

## 概要

### ドンバス戦争
2014年10月14日、ドネツク民兵第3独立自動車化狙撃旅団として占領下のウクライナ・ドネツィク州（自称ドネツク人民共和国）で創設され、ドンバス戦争に投入された。

### ロシアのウクライナ侵攻

#### 東部・南ドネツク戦線
ドンバス戦争で最前線の東部ドネツィク州ヴォルノヴァーハ地区に配備されていたため、2022年2月24日のロシアのウクライナ侵攻はそのまま開戦した。第100自動車化狙撃旅団、スパルタ大隊と共に攻勢を開始し、当初は撃退されたが援軍が到着すると力を増し、3月にヴォルノヴァーハを占領した。
2022年7月、東部ドネツィク州ホルリウカ地区に再配置されたが、ロケット砲大隊のオルガ・カチュラ大隊長が戦死した。ウクライナ侵攻で戦死した初の女性将校となった。
2022年12月、ロシアのドネツク人民共和国併合で正式にロシア陸軍に編入し、第132独立親衛自動車化狙撃旅団に改称された。

#### 東部・バフムート戦線
2023年5月、激戦地の東部ドネツィク州バフムート地区に再配置され、ワグネル・グループと交代でバフムート方面を防御した。

#### 東部・アウディーイウカ戦線
2024年1月、激戦地の東部ドネツィク州ポクロウシク地区に再配置され、友軍の救援でアウディーイウカ方面を攻撃した。

#### 東部・バフムート戦線
2024年6月、激戦地の東部ドネツィク州バフムート地区に再配置され、友軍の救援でバフムート南のトレツク方面に展開した。

## 編制
- 旅団司令部（ゴルロフカ）
- 第1自動車化狙撃大隊
- 第2自動車化狙撃大隊
- 第3自動車化狙撃大隊
- 戦車大隊
- 旅団砲兵群
  - 本部中隊
  - 第1自走砲大隊
  - 第2自走砲大隊
  - ロケット砲大隊
  - 対戦車砲大隊
- 高射ミサイル大隊

- 偵察大隊
- 工兵大隊
- 通信大隊
- 兵站大隊
- 狙撃中隊
- 整備中隊
- 電子戦中隊
- NBC防護中隊
- 衛生中隊
- 無人機中隊

## 出身者
- オルガ・カチュラ